# المعهد العالي للتصرف بتونس
المعهد العالي للتصرف بتونس هو معهد تعليم عالي يقع في مدينة باردو التونسية. ويتبع إدارياً جامعة تونس.

## الاختصاصات
توجد بالمعهد العديد من الاختصاصات:
- إعلامية التـصـرف
- التصرف
- الاقتصاد
- إعلامية القرار
- التسويق

## وصلات خارجية
- الموقع الرسمي للمعهد العالي للتصرف بتونس